# City of Cessnock

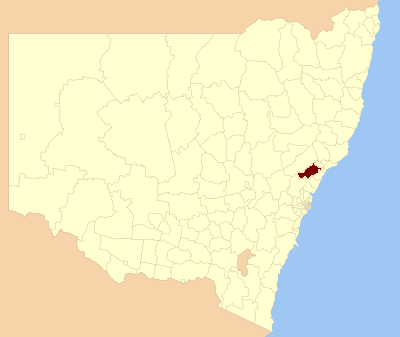
City of Cessnock na mapie Nowej Południowej Walii

City of Cessnock – obszar samorządu terytorialnego we wschodniej części australijskiego stanu Nowa Południowa Walia, obejmujący miasto Cessnock oraz sąsiadujące z nim mniejsze miejscowości: Kurri Kurri, Weston, Pelaw Main, Abermain, Bellbird, Kearsley, Mulbring, Kitchener, Paxton, Millfield, Ellalong, Wollombi, Neath Branxton i Greta. 
Powierzchnia obszaru wynosi 1966 km², a ludność 46 502 (2006).